# 니시노쇼역
니시노쇼역(일본어: 西ノ庄駅, にしのしょうえき)은 일본 와카야마현 와카야마시에 있는 난카이 전기철도 가다 선의 역이다. 역 번호는 NK44-4이다.

## 역사
- 1930년 12월 1일: 가다 경편 철도의 하치만마에 ~ 니리가하마 역 사이에 니시노쇼역으로 신설[1].
- 1930년 12월 22일: 회사명 변경에 의하여 가다 전기철도의 역이 됨.
- 1942년 2월 1일: 회사 합병으로 난카이 철도역이 됨.
- 1944년 6월 1일: 회사 합병으로 긴키 닛폰 철도의 역이 됨.
- 1947년 6월 1일: 노선 양도로 인하여 난카이 전기철도의 역이 됨.

## 역 구조
단선 승강장 1면 1선의 지평역이다.
가다 선의 중간역에서는 유일하게 교환 설비가 없는 무인역이다. 승강장은 선로에서 북쪽에 있는 가다 방향과 와카야마시 방면의 양측이 같은 승강장에 발착한다. 과거에는, 차고(인입선)가 있었다.
역사는 승강장의 가다 역 쪽으로 접하고 있다. 창구는 무인역으로 인하여 폐쇄되었다.

## 역 주변
역 주변에 민가들이 많다. 본 역 주변의 길은 매우 좁은 데다 특히 하절기에는 이소노우라 해수욕장으로 향하는 차들이 많이 지나가기 때문에 주의가 필요하다.
- 와카야마 사이쇼나카 우체국
- 가와니시 공원
- 신일철주금 독신 기숙사

## 인접역
| 난카이 전기철도 가다 선           | 난카이 전기철도 가다 선 | 난카이 전기철도 가다 선     |
| --------------------------------- | ----------------------- | --------------------------- |
| NK44-3 하치만마에 와카야마시 방면 |                         | 니리가하마 NK44-5 가다 방면 |